# Apokayana sedgwicki
Apokayana sedgwicki is een spinnensoort uit de familie trilspinnen (Pholcidae). De soort komt voor in Borneo.